# Костёл Святых Иакова и Филиппа (Вильнюс)
Костёл Святы́х Иакова и Фили́ппа, костёл Святых апостолов Филиппа и Иакова (пол. Kościół Świętych Jakuba i Filipa; лит. Šventų apaštalų Pilypo ir Jokūbo bažnyčia, лит. Misijonierių bažnyčia) — католический доминиканский костёл в Вильнюсе.
Располагается на Лукишках по адресу: улица Васарё 16, дом 11 (Vasario 16-osios g. 11).
Однонефный костёл с цилиндрическими сводами и с двумя башнями. В нишах стоят деревянные статуи святого Гиацинта и святого Доминика. Храм, входящий в ансамбль доминиканского монастыря и зданий больницы Святого Иакова, является охраняемым государством объектом культурного наследия национального значения; код в Реестре культурных ценностей Литовской Республики 17308..
Имеет самый большой в Центральной Европе карильон.
Службы проводятся на литовском и польском языках.

## История
На том месте, где в древности здесь было кладбище, в 1642 году на средства Георгия Литавора Хрептовича, кастеляна смоленского, был построен небольшой деревянный костёл в честь святых апостолов Филиппа и Иакова. Согласно записям в книгах Литовского трибунала, Георгий Литавор Хрептович подарил виленским доминиканцам 40 тысяч золотых для постройки на Лукишском кладбище храма и монастыря.
Во время войны 1655 года деревянный костёл вместе с монастырём доминиканцев сгорел, в 1684 году новый деревянный костёл пострадал от очередного пожара.
Постройка каменного здания началась в 1690 году и продолжалась в несколько этапов до 1737 года: возведение башен по проекту Абрахама Антония Гену было завершено в 1727—1737 годах..
Здание пострадало при обстреле Вильны российской артиллерией в 1794 году во время восстания Костюшко.
Обустройство и оформление интерьера храма относится ко второй половине XVIII века (реставрировался в 1996—2003 годах). Ансамбль алтарей создали архитектор Йоахим Хердеген, скульптор Юзеф Гедель и резчик Игнацы Мельцер. Мастер органа — Йоахим Фридрих Шеель. В костёле находится чудотворная икона Божией Матери, вывезенная Гонсевским из России и долгое время хранившаяся в его имении Дубля, пока не была перевезена в этот костёл.
Во время войны 1812 года французы в костёле оборудовали госпиталь, потом склад. После войны храм снова пришлось ремонтировать.
Возле костёла и дальше продолжали хоронить умерших. При костёле находился госпиталь, известный под названием госпиталя святого Иакова; госпиталь стал первой светской больницей в Вильне.
После Второй мировой войны в 1948 году храм был закрыт. Сначала здание использовалось как плодоовощной склад, затем склад Театра оперы и балета. Здания госпиталя и монастыря занимала больница.
В 1992 году костёл был возвращён доминиканцам; с 1993 года монахи поселились в возвращённом здании монастыря. Больница в прежнем госпитале стала католической больницей Святого Якова. Больница располагалась здесь до 2003 года.

## Охранный статус
Ансамбль зданий доминиканского монастыря, включающий храм, здание монастыря и ограду и занимающий площадь 8449 м2, является объектом культурного наследия национального значения; код в Регистре культурных ценностей Литовской Республики 1073.